# Воля-Корицька-Дольна
Воля-Корицька-Дольна (пол. Wola Korycka Dolna) — село в Польщі, у гміні Троянув Ґарволінського повіту Мазовецького воєводства. Населення — 386 осіб (2011).
У 1975—1998 роках село належало до Седлецького воєводства.

## Демографія
Демографічна структура станом на 31 березня 2011 року:
|          | Загалом | Допрацездатний вік | Працездатний вік | Постпрацездатний вік |
| -------- | ------- | ------------------ | ---------------- | -------------------- |
| Чоловіки | 189     | 49                 | 112              | 28                   |
| Жінки    | 197     | 44                 | 102              | 51                   |
| Разом    | 386     | 93                 | 214              | 79                   |